# گریگور تاتواتسی
گریگور تاتواتسی (به ارمنی: Գրիգոր Տաթևացի)، (به انگلیسی: Grigor Tatevatsi) (زاده ۱۳۴۶ میلادی، در وایوتس‌دزور، ارمنستان - وفات ۱۸ دسامبر ۱۴۰۹ میلادی در صومعه تاتو، سیونیک)، یک فیلسوف، رهبر کلیسا، معلم، نگارگر و در زمرهٔ قدیسان شمرده شده در کلیسای حواری ارمنی بود.

## زندگی
پدر گریگور تاتواتسی صنعتگری ساده اهل آرچِش، در شمال دریاچه وان، بود که پس از مهاجرت به وایوتس دزور در این شهر تشکیل خانواده داد. والدین گریگور، که پیش از وی چندین فرزند خود را از دست داده بودند، نذر کرده بودند در صورت زنده ماندن گریگور او را وقف کلیسا کنند؛ بنابراین، گریگور خردسال را در سن هفت سالگی برای خدمت به کلیسا و فراگرفتن کتاب مقدس نزد کشیشی فرستادند. او در سن چهارده سالگی نزد اسقف هوانس وُرودنتسی برای کسب آموزش عالی در مرکز علمی (دانشگاه تاتو)-صومعه تاتو رفت.
در کلیسای شهر یرزنکا در سن ۲۸ سالگی به دست استادش به سمت اسقفی منصوب و اجازه تدریس به وی داده شد. در ۱۳۸۸ میلادی، با درگذشت اسقف اعظم کلیسای کاراپت مقدس (نخجوان)، مسئولیت ادارهٔ کلیسا به گریگور تاتواتسی سپرده شد.
در ۱۳۹۰ میلادی گریگور تاتواتسی مسئولیت کلیسای کاراپت مقدس را به یکی از شاگردانش «هُوْهانِس هرمونتسی» سپرد و به همراه شماری از شاگردان خود به صومعه تاتو نقل مکان کرد و هر آنچه را که استادش بنا نهاده بود باردیگر احیا کرد و تا پایان عمر در همان‌جا به کار تدریس مشغول شد. او در زمینهٔ چگونگی تعلیم و تربیت کتابی به نام «قوانین تعلیم و تربیت» نوشت که سالیان بسیاری در مراکز آموزشی مورد استفاده قرار می‌گرفت. او توانست در طی دو دهه بیش از ده هزار کتاب دستنویس در کتابخانهٔ صومعه تاتو جمع‌آوری کند که در بین آنها کتابهایی به قلم خود او نیز بودند. در دوران مسئولیت گریگور تاتواتسی، شماری از شاگردانش اقدام به جمع‌آوری آوازها و ملودی‌های مناطق مختلف ارمنستان کردند. او همچنین سخنرانی‌ها و افکار فلسفی استادش را در دو کتاب کتاب «سئوالات» و کتاب «موعظه‌ها» به نگارش درآورد. در مجموع ۲۵ کتاب از تاتواتسی به دست آمده که هنوز به منزلهٔ کتاب مرجع برای تدریس الهیات در کلیسای حواری ارمنی مورد استفاده قرار می‌گیرد. تاتواتسی دارای اندیشه‌های فلسفی خاصی بود. او افکار فیلسوفان سده‌های وسطی را که اعتقاد داشتند رفتارهای هر انسان ذاتی است رد کرد و رفتارهای هر انسانی را مبتنی بر شرایط حاکم بر جامعه و نوع برخورد جامعه، که شخصیت فرد را شکل می‌دهد، می‌دانست.
گریگور تاتواتسی نگارگر ماهری بود و آثار بسیاری از وی به دست آمده که در حال حاضر در مرکز کتاب‌های دست‌نویس ماتناداران نگهداری می‌شود. او به آموزش نگارگری توجه خاصی داشت. او به غیر از آثار تهیه شده در آنجا اقدام به جمع‌آوری آثار بسیاری از نگارگران دیگر در کتابخانهٔ صومعه تاتو کرد.
در زمان لشکرکشی شاهرخ تیموری در ۱۴۳۴ میلادی به ارمنستان، صومعه تاتو غارت و کتابخانهٔ آن به آتش کشیده شد و از ده هزار کتاب دست‌نویس فقط ۱۴۰ کتاب و از مجموعه بزرگ مینیاتورها تعداد بسیار اندکی باقی ماند که در حال حاضر در مرکز نگهداری کتاب‌های دست‌نویس ماتناداران نگهداری می‌شوند.